# Llista del Kurdistan
La llista del Kurdistan (kurd: ليست كوردستان, Lîstî Kurdistan) o Aliança del Kurdistan o Llista de Germanor és el nom adoptat per la coalició dels dos partits principals del Kurdistan iraquià, el Partit Democràtic del Kurdistan de Masud Barzani i la Unió Patriòtica del Kurdistan de Jalal Talabani, per a les eleccions al parlament kurd de 2009. En aquelles eleccions, cinc partits d'esquerra: el Partit dels Obrers del Kurdistan, el Partit Comunista del Kurdistan, el Partit del Treball del Kurdistan Independent, el Partit Pro-democràtic del Kurdistan i el Moviment Democràtic del Poble del Kurdistan van formar la Llista de la Justícia Social i la Llibertat.
A les legislatives regionals del 2009, amb diversos partits amb llistes separades i la concurrència del Moviment pel Canvi, va aconseguir 1.075.000 vots (57,34%) amb 59 escons (abans 90%). A les legislatives de l'Iraq del 2010 va prendre el nom de Llista del Kurdistan i va obtenir 1.681.714 vots (14,59%) i 43 escons (abans 53) a causa tanmateix de la concurrència de la Llista pel Canvi. En la llista del Kurdistan participaven, a més dels dos grans partits, el Moviment Islàmic del Kurdistan, el Partit Comunista del Kurdistan, el Partit dels Obrers del Kurdistan, el Partit Socialista Democràtic del Kurdistan, el Partit Nacional Democràtic del Kurdistan i Liberals Turcmans, el Partit Independent Obrer del Kurdistan, el Partit del Treball i Obrer del Kurdistan, el Moviment Democràtic del Poble del Kurdistan i el Tauler dels Turcmans d'Erbil (Moviment de Germanor dels Turcmans).
La coalició no es va repetir en les eleccions de 2013.